# Barbula ericaefolia
Barbula ericaefolia är en bladmossart som beskrevs av Corbière 1886. Barbula ericaefolia ingår i släktet neonmossor, och familjen Pottiaceae. Inga underarter finns listade i Catalogue of Life.